# Шебалін Михайло Петрович
Миха́йло Петро́вич Шебалі́н (нар. 27 травня (8 червня) 1857 — пом. 24 лютого 1937, Москва) — російський революціонер, член «Народної волі».

## Біографічні відомості
Михайло Шебалін походив із дворян. Народився 27 травня (8 червня за новим стилем) 1857 року в селі Новосьолки Казанської губернії.
1878 року закінчив Кам'янець-Подільську гімназію . 1882 року закінчив математичний факультет Петербурзького університету.
Заарештовано в Києві 4 березня 1884 року. На «процесі 12-ти» (1—9 листопада 1884 року) Київський військово-окружний суд засудив Шебаліна на 12 років каторги (відбував у Шліссельбурзькій фортеці).
До 1906 року перебував на засланні в Якутській області. Повернувшись в Європейську Росію, брав участь в суспільному русі. У 1909—1911 роках перебував на засланні в Архангельській губернії.
У 1911—1918 роках був членом партії «есерів» (соціалістів-революціонерів).
Від лютого 1922 року завідував музеєм Кропоткіна в Москві.
Член Всесоюзного товариства колишніх політкаторжан і висланих на поселення.
Дружина Марія Осипівна Шебаліна (Лебедєва-Шебаліна; 1868—1950). До шлюбу — Валесюк, у першому шлюбі — Лебедєва.

## Твори
- Клочки воспоминаний. — Москва, 1935.